# The Jonathan Wamback story
The Jonathan Wamback story (engelska: Tagged: The Jonathan Wamback Story) är en kanadensisk TV-film från 2002. Filmen är baserad på en verklig händelse.

## Handling
Filmen handlar om Jonathan Wamback, spelad av Tyler Hynes, som börjar på high school och där kommer i gruff med ett kriminellt gäng. Ovänskapen eskalerar och det hela slutar med att gänget lurar ut Jonathan och misshandlar honom svårt, bland annat blir han sparkad i huvudet upprepade gånger.
Jonathan förmår dock ta sig hem för att vila. Två av hans kompisar kommer hem till honom då de har hört vad som hänt. Eftersom Jonathan verkar må så pass bra gör de ingenting åt det. Efter ett par timmar kommer hans mamma in i rummet där de är och ringer ambulans. På sjukhuset faller han i koma, och läkarna bedömer att han aldrig kommer att vakna upp igen. Men Jonathan vaknar och inleder sin mödosamma rehabilitering... 

## Rollista
| Yank Azman            | – Duty Counsel     |
| Ryan Booth            | – Cop              |
| J. Adam Brown         | – Gord             |
| Colin Fox             | – Judge Jordan     |
| Janet-Laine Green     | – Nora             |
| Craig Hustler         | – Iceman           |
| Tyler Hynes           | – Jonathan Wamback |
| Christopher Jacot     | – Kyle             |
| Lori Nancy Kalamanski | – Nurse            |
| James Kall            | – Dr. Bowman       |
| Tamsin Kelsey         | – Cindy            |
| Mpho Koaho            | – Trevor           |
| Paul Sun-Hyung Lee    | – Doctor           |
| Marnie McPhail        | – Lozanne Wamback  |
| Al Mukadam            | – Toby             |